# Nuno Carvalho
Nuno Miguel Oliveira Carvalho (30 de Maio de 1982) é um empresário, deputado à Assembleia Municipal de Setúbal e deputado à Assembleia da República na XIV legislatura pelo Partido Social Democrata.

## Biografia
Nuno Carvalho é um empresário português com 37 anos. É casado e pai de dois filhos.
Licenciado em Direito pela Universidade Moderna de Lisboa (2001-2005), possui uma formação em Finanças pelo Instituto Superior de Economia e Gestão da Universidade de Lisboa (ISEG).
Exerceu funções de Director Geral da empresa NeoAsfalto quando foi considerada pelo Diário de Notícias e pelo Jornal de Notícias um dos "mil motivos de orgulho de Portugal pela inovação dos produtos, investimentos e conquista de novos mercados", sendo ainda administrador não executivo de várias empresas na área petroquímica. No início da carreira profissional, desempenhou funções de consultor em várias empresas de consultoria.
Eleito pela revista Exame um dos mais promissores jovens do país na selecção 40 under 40, num universo de 40 pessoas com menos de 40 anos.
Em 2016 promoveu e foi o primeiro subscritor de uma petição contra o aumento do estacionamento pago em Setúbal que reuniu mais de 3.000 assinaturas numa semana. E em 2017 realizou uma segunda petição para redução do IMI e implementação do IMI Familiar que foi subscrita por 5518 pessoas.
Foi também em 2017 que foi eleito Vereador na Câmara Municipal de Setúbal desempenhando essas funções sem pelouro, sendo o Vereador de toda a oposição que conta com mais iniciativas e propostas apresentadas até à data.
Em 2019 foi eleito Deputado da Assembleia da República.
Mantém até hoje a sua actividade empresarial com uma forte componente exportadora.